# 3-й механизированный корпус (1-го формирования)
3-й механизированный корпус РККА (3 мк) — общевойсковое автобронетанковое оперативно-тактическое соединение (механизированный корпус) РККА ВС СССР, до и во время Великой Отечественной войны.
3 мк в действующей армии во время Великой Отечественной войны с 22 июня по 25 августа 1941 года.

## История
Формирование корпуса начато в Западном особом военном округе в июне 1940 года на базе управления и соответствующих частей и соединений 24-го стрелкового корпуса, 7-й кавалерийской дивизии, 21-й отдельной тяжёлой танковой бригады, 2-й легкотанковой бригады, 84-й стрелковой дивизии, танковых батальонов 113-й, 121-й и 143-й стрелковых дивизий.
Формирование продолжилось в Прибалтийском особом военном округе.
3-й механизированный корпус дислоцировался на территории Литвы:
- 2-я танковая дивизия северо-западнее города Каунас в Россиенах (Расейняй)[1]

На 18 июня 1941 года соединения корпуса дислоцировались:
- Управление (службы, штаб, отделы, отделения и так далее) в Каунасе
- 2-я танковая дивизия в Укмерге;
- 5-я танковая дивизия в Алитусе;
- 84-я моторизованная дивизия в Вильнюсе;

Количество основных и специальных танков и бронеавтомобилей в корпусе было следующим:
|                             | КВ-1 | КВ-2 | Т-34 | Т-28  | БТ-7 | БТ-7М | Т-26 | ХТ | Всего  | БА-20 | БА-10 | Всего |
| --------------------------- | ---- | ---- | ---- | ----- | ---- | ----- | ---- | -- | ------ | ----- | ----- | ----- |
| Управление                  |      |      | 2    |       | 3    |       |      |    | 5      | 5     | 5     | 10    |
| 2-я танковая дивизия*       | 39   | 20/2 |      | 27/14 | 116  |       | 19   | 12 | 233/16 | 27    | 63    | 90    |
| 5-я танковая дивизия**      |      |      | 48   | 30/3  | 167  |       | 18   |    | 263/3  | 20    | 56    | 76    |
| 84-я моторизованная дивизия |      |      |      |       | 134  | 11    | 4    |    | 149    | 6     | 42    | 48    |
| Всего                       | 39   | 20/2 | 50   | 57/17 | 420  | 11    | 41   | 12 | 650/19 | 58    | 166   | 224   |

*Кроме того имелось 42 Т-27
**Кроме того имелось 32 единицы Т-27. На танкетках подготавливали экипажи для новых танков КВ и Т-34 с целью сохранения их моторесурса.
18 июня 1941 года части корпуса подняты по тревоге и выведены в районы сосредоточения, таким образом к 22 июня 1941 года 2-я танковая дивизия находилась в районе станции Гайжюны, Рукле, 5-я танковая дивизия сосредоточилась в нескольких километрах южнее Алитуса, а 84-я моторизованная дивизия в лесах под Кяйшадорисом. Управление корпуса 21 июня 1941 года передислоцировалось в Кедайняй. 5-я танковая дивизия, оставшаяся в Алитусе, из корпусного подчинения была выведена; таким образом с начала боевых действий корпус действовал разрозненно на разных направлениях. И уже днём 22 июня 1941 года из корпуса была изъята 84-я моторизованная дивизия, а корпус стал представлять собой одну 2-ю танковую дивизию и мотоциклетный полк.
О боевых действиях корпуса.
О боевых действиях 5-й танковой дивизии.
О боевых действиях 84-й моторизованной дивизии.
Корпус практически перестал существовать 26 июня 1941 года. Управление корпуса, с оставшимся личным составом, в течение почти двух месяцев выходили из окружения через Белоруссию и Брянскую область.
16 августа 1941 года управление корпуса расформировано.

## В составе и состав корпуса
| Дата       | Фронт                 | Армия      | В составе (стрелковые)                                                                       | Другие части, в том числе приданные | Примечания                                                                                               |
| ---------- | --------------------- | ---------- | -------------------------------------------------------------------------------------------- | --- | --- |
| 22.06.1941 | Северо-Западный фронт | 11-я армия | 2-я танковая дивизия 5-я танковая дивизия 84-я моторизованная дивизия 5-й мотоциклетный полк | 132-й отдельный батальон связи 46-й отдельный моторизованный инженерный батальон 15-я полевая почтовая станция 103-я отдельная корпусная авиационная эскадрилья 67-й полевой хлебозавод | 5-я танковая и 84-я моторизованная дивизии переподчинены 11-й армии.                                     |
| 01.07.1941 | Северо-Западный фронт | 8-я армия  | 2-я танковая дивизия 5-я танковая дивизия                                                    | 132-й отдельный батальон связи 46-й отдельный моторизованный инженерный батальон 15-я полевая почтовая станция 103-я отдельная корпусная авиационная эскадрилья 67-й полевой хлебозавод | фактически корпуса на этот момент не существовало, подчинение в данном случае не более, чем формальность |
| 10.07.1941 | -                     | -          | -                                                                                            | - | данных нет                                                                                               |
| 01.08.1941 | -                     | -          | -                                                                                            | - | данных нет                                                                                               |

## Командный состав корпуса

### Командиры корпуса
- Андрей Иванович Еременко, генерал-лейтенант  (04.06.40-18.12.40)
- Куркин, Алексей Васильевич, генерал-майор танковых войск (12.40-16.08.1941)

### Начальники штаба корпуса
- Ротмистров Павел Алексеевич, полковник — (май — 16.08.1941 года)